# Easykid
Joaquín Andrés Palacios Zamorano (Antofagasta, Chile, 16 de agosto de 1995), conocido artísticamente como Easykid es un cantante de música urbana. Es conocido por su álbum conceptual Sorry, estoy en mi Darkera (2023) y canciones como «Siempre pienso en ti» y «Vea pues». Además, es integrante del grupo Los 4F, junto a Young Cister, DrefQuila y Kidd Voodoo, con quienes ha colaborado en distintas ocasiones.

## Biografía
Nacido en salamanca, Easykid se interesó por la música viendo videos musicales en MTV, en especial de Green Day y Blink-182. Influenciado por dichas bandas, comenzó a tocar una guitarra clásica que había en su casa. Consciente de este interés, su abuelo le regaló una guitarra eléctrica y varios cedés que Easykid pedía para cumpleaños y navidades, los cuales escuchaban juntos en trayectos en auto. Al crecer, el cantante se interesó por el rap y publicó sus primeras canciones de SoundCloud bajo el seudónimo de Juakisimo Crazy.
Inició su carrera musical en 2009, como integrante de dos bandas de música urbana. Para 2015, se consolidó con la agrupación K$WAD, con quienes creó «Dímelo», canción que integró la banda sonora de la película Prueba de Actitud.

### 2017-2019: Inicio como Easykid y debut conVisionari
El cantante emprendió su carrera solista bajo el seudónimo de Easykid en 2017, impulsado por el sencillo «Mvp» junto a DrefQuila, con el cual alcanzó por primera vez el millón de reproducciones en YouTube. El éxito de esta canción le permitió colaborar en el remix junto a Trainer y Paulo Londra. Posteriormente, colaboró en distintas canciones con Kodigo, Pablo Chill-E, Ceaese, Trueno y Jeeiph.
En 2019, Easykid decidió dejar la universidad, donde estudiaba administración de empresas, para mudarse a Santiago, con el objetivo de consolidar su carrera musical. Ese año lanzó su EP debut, Visionari, que contiene las colaboraciones «Pez Koi» junto a Polimá Westcoast y «Atrevia» con Baby J & MLSHBTS.

### 2021:+XQA
Debido a la pandemia de Covid-19, Easykid volvió a Antofagasta para componer su siguiente proyecto junto al productor chileno Dysbit: un álbum de 7 canciones titulado +XQA (Más chimba que ayer), que se estrenó el 19 de agosto de 2021, acompañado de un show en línea que congregó a más de 1.500 aficionados.

### 2023:Sorry, estoy en mi DarkerayDías antes de la Darkera
Tras dos años de trabajo y varias colaboraciones, Easykid lanzó su segundo álbum Sorry, estoy en mi Darkera el 27 de julio de 2023. Este álbum destacó por tener un concepto oscuro, inspirado en personajes cinematográficos como el Batman de Robert Pattinson y el de Brandon Lee en El cuervo. El artista aseguró que el concepto «Darkera» gira en torno a los «momentos en los que uno duda» y sentimientos como inseguridad, miedo, enojo e inconformidad.  El 7 de diciembre del mismo año, Easykid estrenó el EP Días antes de la Darkera, producido y mezclado por Dysbit.

### 2024: Los 4F
Easykid conforma Los 4F (Los 4 Fantásticos) junto a DrefQuila, Young Cister y Kidd Voodoo, con quienes lanzó el EP colaborativo Los 4F: el origen el 5 de septiembre de 2024. Además, el cuarteto presentó este trabajo en concierto en el Movistar Arena, cuatro días después de su estreno. Si bien los integrantes de Los 4F habían colaborado entre ellos en distintas ocasiones, la primera canción donde participaron los cuatro fue el remix de «Enrolar», de Kidd Voodoo.

### 2025: Nuevo álbum y Movistar Arena en solitario
Durante su concierto en el Teatro Caupolicán del 2 de junio de 2024, Easykid anunciaría que estaría trabajando su primer Movistar Arena en solitario. El espectáculo finalmente fue revelado el 18 de febrero de 2025, con la fecha de 18 de julio del mismo año. Las entradas se agotarían a horas del comienzo de la venta, llevándole a anunciar un segundo concierto en el recinto. El nuevo espectáculo incluiría nuevas canciones de su tercer álbum de estudio, el cual se publicaría antes de la fecha del primer concierto.
Durante mayo de 2025 se incorpora al intérprete chileno en el listado Future 25 de la Rolling Stone en Español, donde se seleccionan los artistas que están moldeando el futuro musical, dejando una huella en la audiencia.
El 11 de junio de 2025 publica I'm Part, el cual presenta en el Teatro Súbela de Santiago, un proyecto que continua con el sonido del reguetón pero con un tono fiestero y futurista.

## Fanaticada y otros proyectos

### El culto
Los fanes de Easykid, denominados «el culto», tienen una relación fiel con el artista: «Me gusta la conexión que tenemos. Me gusta ese feedback que me dan y estar dándoles info de la música y de todo lo que estoy haciendo. Es entretenido hacer proyectos, crear esta experiencia y que la gente se comprometa con eso».

### Anime Fans Club
La moda es una parte importante de la propuesta de Easykid: «Cuando era más chico yo escuchaba punk rock, me fijaba en la estética que tenía Green Day, la camisa negra con las corbatas rojas o las Converse. Y siempre me llamó la atención que cada artista tenía una estética, una forma de vestirse que representaban un poco también la música que hacían». A raíz de este interés, el artista fundó la marca de ropa Anime Fans Club.

## Discografía

### Álbumes de estudio
- 2021: +XQA
- 2023: Sorry, estoy en mi Darkera
- 2025: I'm Part

### EPs
- 2019: Visionari
- 2023: Días antes de la Darkera
- 2024: Los 4F: el origen (con DrefQuila, Young Cister y Kidd Voodoo)